# Bulbophyllum sikapingense
Bulbophyllum sikapingense là một loài phong lan thuộc chi Bulbophyllum.